# Miyako (subprefectuur)

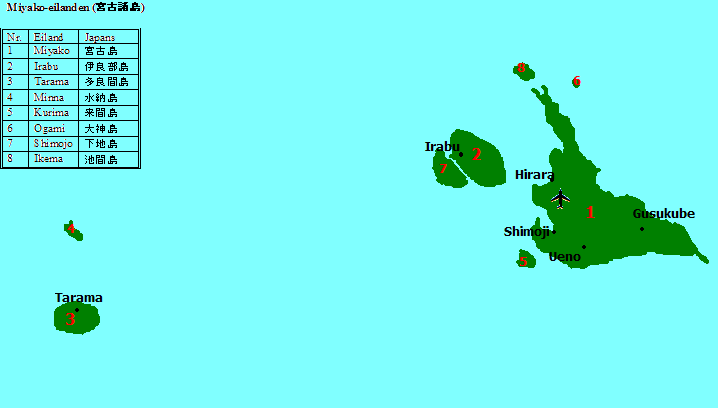
Kaart van de Miyako-eilanden

Miyako  (Japans: 宮古支庁, Miyako-shichō) was een subprefectuur van de prefectuur Okinawa, Japan. Het werd opgeheven in maart 2009. De meeste taken werden overgenomen door het kantoor van de prefectuur in Miyako.
Miyako heeft een oppervlakte van 226,45 km² en een bevolking van ongeveer 53325 inwoners (1 april 2008). De hoofdstad is Miyakojima. De subprefectuur bevindt zich op de Miyako-eilanden.
De subprefectuur bestaat uit een stad en een district met één gemeente:
- De stad Miyakojima omvat het naast het gelijknamige eiland ook nog de eilanden Ikema, Ogami, Irabu, Shimoji en Kurima. De stad telt 52.082 inwoners (1 april 2008) en heeft een oppervlakte van 204,54 km².
- Het District Miyako telt één gemeente :
  - De gemeente Tarama heeft 1.243 inwoners (1 april 2008) en een oppervlakte van 21,91 km². Tot Tarama behoort naast het gelijknamige eiland ook het eiland Minnajima.

## Vervoer
Er zijn luchthavens op de eilanden Miyako, Tarama en Shimoji. De luchthaven van Shimoji wordt niet meer gebruikt voor burgerluchtvaart. Vanaf Miyako Airport zijn er regelmatige verbindingen met Tokyo International Airport (Haneda, 3 uur 15 min.) en Kansai-International Airport (2 uur 35 min.). Verder zijn er regelmatige bootverbindingen tussen Naha en Hirara op het eiland Miyako , en tussen Naha en de eilanden Irabu, Tarama en Ishigaki.